# Azione Riformista Unita
Il Movimento Civico Azione Riformista Unita (in montenegrino: Građanski Pokret Ujedinjena reformska akcija/Грађански покрет Уједињена реформска акција), anche noto come Azione Riformista Unita o con la abbreviazione URA, è un partito social liberale e europeista del Montenegro. L'attuale leader del partito è l'ex Primo ministro Dritan Abazović.

## Storia

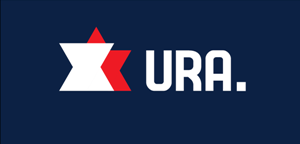
Logo iniziale di Azione Riformista Unita con il simbolo della clessidra, utilizzato fino a luglio 2021.

Fondato nel marzo 2015 da Žarko Rakčević, ingegnere civile ed ex membro e presidente del Partito Socialdemocratico, prima delle elezioni parlamentari del 2016 l'URA contava già due parlamentari all'Assemblea del Montenegro: Dritan Abazović e Miloš Konatar, entrambi eletti nel 2012 con Montenegro positivo. Nel 2017, Dritan Abazović venne eletto come nuovo leader del partito.
Il 13 giugno 2020, l'URA venne ufficialmente ammesso al Partito Verde Europeo. L'URA decise di candidarsi in modo indipendente alle elezioni parlamentari del 2020, presentando il suo programma elettorale di "politica verde e anti-corruzione nero su bianco", guidato da candidati indipendenti, tra cui la nota giornalista e attivista Milka Tadić, alcuni professori universitari, giornalisti, cittadini e attivisti di ONG, con il leader del partito Dritan Abazović come candidato alle elezioni. La lista elettorale dell'URA conteneva anche un partito rappresentante della minoranza bosniaca, nonché altri alcuni partiti e iniziative locali minori.
Il 4 dicembre 2020, il nuovo governo del Montenegro venne eletto da 41 degli 81 membri del Parlamento del Montenegro e il candidato indipendente Zdravko Krivokapić divenne il nuovo Primo Ministro, nominando il leader di URA Abazović come Vice Primo Ministro.
Nel 2021, il fondatore Žarko Rakčević lasciò il partito a causa dei dissidi sulla linea dettata dalla nuova dirigenza.
Con la rottura della coalizione di governo, il 28 aprile 2022 venne eletto il nuovo governo di minoranza guidato da Dritan Abazović. Alle elezioni parlamentari del 2023, il partito decise di presentarsi in coalizione con il Montenegro Democratico.

## Risultati elettorali

### Elezioni parlamentari
| Anno | Voti   | %     | Seggi  | +/-   |
| ---- | ------ | ----- | ------ | ----- |
| 2016 | 42.295 | 11,05 | 2 / 81 | Nuovo |
| 2020 | 22.679 | 5,54  | 3 / 81 | 1     |
| 2023 | 37.730 | 12,48 | 4 / 81 | 1     |

### Elezioni presidenziali
| Elezione           | Candidato         | Voti    | %     | Esito                |
| ------------------ | ----------------- | ------- | ----- | -------------------- |
| Presidenziali 2018 | Mladen Bojanić[a] | 111.711 | 33,4  | ❌ Non eletta/o (2º) |
| Presidenziali 2023 | Aleksa Bečić[b]   | 37.563  | 11,10 | ❌ Non eletta/o (4º) |

```
a
 
Candidato indipendente
, supporto

b
 Candidato del 
DCG
, supporto
```